# Quadrille nach Motiven aus der Oper „Die Belagerung von Rochelle“
Die Quadrille nach Motiven aus der Oper „Die Belagerung von Rochelle“ ist eine Quadrille von Johann Strauss (Sohn) (op. 31). Sie wurde am 15. November 1846 in Dommayers Casino in Wien erstmals aufgeführt.